# Замфірешть (Чепарі, Арджеш)
Замфірешть, Замфірешті (рум. Zamfirești) — село у повіті Арджеш в Румунії. Входить до складу комуни Чепарі.
Село розташоване на відстані 150 км на північний захід від Бухареста, 46 км на північний захід від Пітешть, 110 км на північний схід від Крайови, 100 км на південний захід від Брашова.

## Населення
За даними перепису населення 2002 року у селі проживали 22 особи, усі — румуни. Усі жителі села рідною мовою назвали румунську.